# Yves Trémintin
Yves Trémintin né le 17 février 1778 à l'île de Batz et mort le 3 juin 1862 sur la commune de l'Île-de-Batz est un marin breton, enseigne de vaisseau de la marine royale française.

## Biographie

### Famille et formation
Yves Trémintin est né le 17 février 1778, sur l'île de Batz. Son père est Toussaint Trémintin, marin pêcheur, et sa mère Jeanne Le Bescond. Il eut une fille, mariée avec un capitaine au long cours, elle n'eut pas d'enfant. Pierre Trémintin, qui fut maire de Plouescat et Conseiller général du Finistère, était son petit-neveu.
Enfant, ses parents l'envoient chez un vieux maitre, contre quelques cadeaux, pour l'apprentissage de la lecture. C'est à 14 ans, en 1792 qu'il embarque comme mousse, ses formateurs sont des « marins de la fin de l'ancien régime et de la Première République, moitié corsaires, moitié matelots... ». Son premier embarquement est sur la frégate la Résolue, puis il va sur la Bellone. Une année plus tard, il est novice et embarque sur le Hook, toujours novice, il monte sur la Régénérée puis la Salamandre. Pendant cette période d'apprentissage il subit deux naufrages.

### Marin de métier
Après trois années d'apprentissage, en 1795 il devient matelot et embarque alors sur la Terreur. Le 30 mars 1797 son navire étant pris par un anglais et est envoyé sur les pontons ou il va vivre la dure expérience des prisonniers pendant soixante et un mois. Lors de sa libération, en 1802, il est suffisamment malade pour avoir besoin d'un temps de récupération avant de pouvoir ré-embarquer. C'est un an plus tard, en septembre 1803, qu'il reprend du service dans la marine d'État alors que c'est Napoléon qui est au pouvoir. Il est embarqué comme matelot sur des canonnières, utilisées pour l'escorte des convois marchands, jusqu'au mois de janvier 1808.
Après avoir quitté la marine nationale, il est admis au commandement de navires de commerces au petit cabotage il devient capitaine de la brigantine la Sophie, navire de la marine marchande. Durant cette période, il alterne les embarquements : dans la marchande, il est maître sur la Jeanne-Française et sur le dogre le Petit-Charles ; fait la course sur l'Amitié, un navire corsaire ; mais il est également pêcheur sur la Jeanette. C'est un marin instruit par de nombreuses lectures et des embarquements variés qui se présente et obtient le « brevet de commandant des bâtiments de commerce au petit cabotage ».
Cette certification lui permet par équivalence de reprendre, en 1823, du service dans la marine nationale comme « pilote-côtier ».  La France, alors sous la restauration, s'allie avec le Royaume-Uni et l'Empire russe, par le Traité de Londres (1827), pour pacifier la Grèce, en guerre avec la Turquie pour son indépendance. Les missions des navires concerne également la lutte contre les pirates Grec. On retrouve Yves Trémintin, alors pilote-côtier, qui après trois naufrages est sur la frégate la Magicienne, mais embarqué comme second du Panayoli, un brick, pris au pirates, pour le convoyer avec un équipage d'une quinzaine de marins. Cet épisode est vécu, avec le lieutenant Hippolyte Magloire Bisson, en 1827, met fin, avec les honneurs mais aussi une blessure handicapante, à sa carrière de marin.

### Pensionné et décès sur l'île de Batz
C'est boiteux et infirme, qu'il est retour sur son île, mais maintenu dans les cadres de la marine, par faveur spécial il reçoit sa solde d'enseigne de vaisseau, et avec la décoration de chevalier de légion d'honneur, reçue de la main de Charles X. Il se fait construire une maison, au Rhû, et est appelé avec respect le An Aoutrou Chevalier. Il va vivre sur son île jusqu'à sa mort, survenue subitement à 84 ans, le 3 juin 1862.

## Rapport d'Yves Trémintin (1836)
« Le soussigné Trémintin, Yves, originaire et domicilié de l'île de Batz, arrondissement de Morlaix, département du Finistère, a l'honneur d'exposer qu'en 1827, se trouvant embarqué à bord de la frégate la Magicienne, commandée par Monsieur le vicomte de Venancourt, capitaine de vaisseau, alors stationné à Alexandrie (Égypte), il reçut, comme pilote-côtier à bord de ladite frégate, l'ordre de passer, en qualité de second, sur la prise pirate le Payanoti, dont le commandement fut confié à Monsieur Bisson, lieutenant de frégate (on disait alors : enseigne de vaisseau), pour devoir conduire ladite prise à l'île de Milo ; que contrarié par une affreuse tempête qui sépara la prise de la frégate dans la nuit du 4 au 5 novembre, et qu'après avoir été désemparé de toutes ses voiles, le commandant Bisson fut forcé d'entrer de relâche à l'île de Stampolia, où nous entrâmes vers les huit heures du matin du 5 ; qu'ayant rangé la côte d'assez près avant d'arriver au mouillage, trois matelots restés prisonniers à bord de la prise se jetèrent à la mer et parvinrent à se sauver à terre, à la faveur de la nuit, sans qu'il fut possible d'y mettre empêchement. Ce contre-temps fit mal augurer le commandant Bisson sur les suites de cette évasion, et, dès cet instant, il prit toutes les mesures nécessaires pour repousser toute attaque, dans le cas où les pirates, aidés de leurs confrères les Candiotes qui, d'ordinaire, se réfugiaient dans les différentes criques de l'île, fussent venus nuitamment pour nous surprendre. Les prévisions du commandant Bisson ne se sont que trop réalisées.

Vers les dix-heures du soir, nous aperçûmes deux tartanes qui, après avoir débarqué d'une petite anse, se dirigeaient sur nous à force d'avirons ; nous hélâmes à plusieurs reprises sans avoir obtenu aucune réponse, et le commandant Bisson, ne faisant plus de doute sur les intentions hostiles des pirates, ordonna de commencer le feu, mais ce fut inutilement ; les tratanes, ayant redoublé leur marche, furent bientôt rendues le long du bord et d'y monter de tous les côtés. Un engagement à l'arme blanche s'ensuivit avec le plus grand acharnement, et en peu d'instants les brigands se rendirent maîtres de la prise par leur grand nombre, car les deux tartanes ne contenaient pas moins de cent quarante hommes, et notre équipage n'en comptait que quinze! Le brave commandant Bisson, atteint de deux coups de poignard au côté droit et perdant tout son sang, passa alors sur l'arrière du navire, où toutes les poudres avaient été disposées, et me disant « Pilote, voici le moment d'en finir et d'achever ce dont nous sommes convenus! Donnez l'ordre à ceux de nos hommes qui sont encore vivants de se jeter à la mer, à seule fin de donner un jour de nos nouvelles en France, s'ils échappent aux dangers », et m'ayant tendu la main, ses dernières paroles furent : « Adieu, pilote! » à quoi je répondis : « Adieu, mon capitaine! » et au même instant le navire sauta.

Après l'explosion, l'une des tartanes se trouvant encore à flot, quoique fortement endommagée, et contenant encore cinq hommes, ils se dirigèrent à terre. Le bonheur ayant voulu que je revinsse sur l'eau sur l'arrière de cette tartane, je pus saisir un bout de manœuvre qui était sà la traîne, et de cette manière je fus halé à terre, sans que les pirates s'en fussent aperçus.

Ces hommes, probablement encore épouvantés du terrible événement qui venait de se passer, abandonnèrent précipitamment leur embarcation, et je pus me traîner sur la plage, où je restai jusqu'au jour, transi de froid et souffrant beaucoup des blessures et des fortes contusions que j'avais reçues. Dès que le jour se fit, beaucoup d'habitants étant arrivés sur le de l'événement, je fus entouré et assez bien accueilli par eux; ils me transportèrent dans une habitation, à peu de distance de là, et je reçus de leur part les premiers secours de l'humanité. Après m'avoir réchauffé, ils me présentèrent du pain noir et de l'eau, mais il me fut impossible de prendre la moindre chose.

Dans le courant de cette même journée, le commandant de l'île vint me visiter, étant accompagné de quelques ministres du culte, il me fit transporter aussitôt chez lui, où je reçus les plus grands soins jusqu'au moment où la frégate la Magicienne, étant venue à notre recherche, me conduisit à Smyrne, auprès de l'amiral de Rigny, ainsi que les trois hommes de notre équipage, les seuls restés vivants et qui s'étaient jetés à la mer avant l'explosion et avaient pu se sauver sur un rocher, où ils restèrent cachés pendant cinq jours, n'ayant vécu que d'herbes et de racines. De Smyrne, l'amiral de Rigny après avoir reçu mon rapport, me fit conduire à Toulon par la même frégate la Magicienne, et, après avoir reçu la décoration de l'ordre royal de la Légion d'honneur, je fus expédié pour Paris, conformément aux ordres de Son Excellence le Ministre de la Marine qui aussitôt mon arrivée, me fit transposer à l'hôpital du Val-de-Grâce où, après trois mois des secours de l'art, je fus parfaitement rétabli de mes blessures. Après qui, il plus au Roi me conférer le grade de lieutenant de frégate, en récompense de mes faibles services.

Ma reconnaissance est sans bornes pour tous les bienfaits que j'ai reçus de Sa Majesté, ainsi que pour les égards toujours renouvelés, tant de la part de Son Excellence le Ministre de la Marine que de celle de MM. les officiers supérieurs sous les ordres desquels je suis placé.

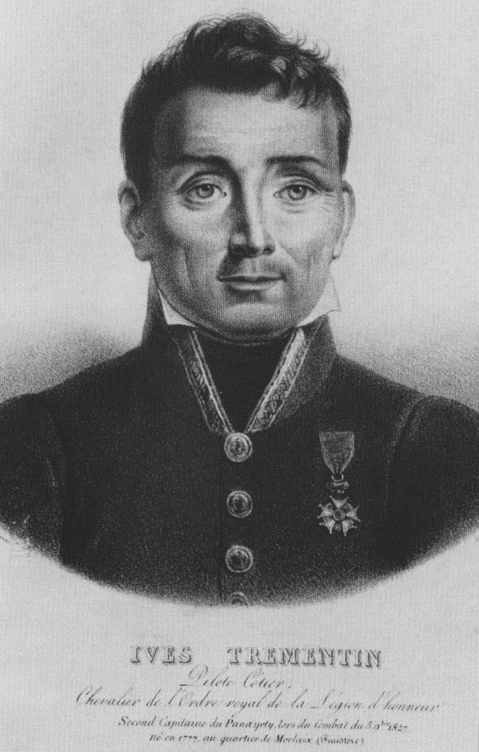
Yves Trémintin chevalier de la légion d'honneur. Lithographie d'après un tableau de Maignen.

Fait à Brest, le 2 juillet 1836

Trémintin »

## Distinction
- Le 27 janvier 1828, Yves Trémintin, pilote côtier, est nommé Chevalier de l'Ordre Impérial de la Légion-d'honneur[4].

## Hommage
Le vitrail principal de l'église paroissiale de l'île contient une scène rappelant « l'épisode héroïque » vécu en Grèce. Les canots de la station de la Société nationale de sauvetage en mer (SNSM) de l'île de Batz s'appellent Pilote Trémintin et Pilote Trémintin II.
Ses épaulettes d'enseigne de vaisseau et la croix et l'épée de Chevalier de la Légion d'Honneur, qui ont été conservées pendant un temps dans la famille de son beau-fils Jean Hulot, ont été remises et sont conservées au Musée national de la Marine à Paris.

## Représentation
- Un portrait d'Yves Trémintin, peint par « Maignen[b] », a donné lieu à une lithographie intitulée : « Yves Trémentin, pilote-côtier, chevalier de l'ordre royal de la Légion d'honneur, second capitaine du Payanoti lors du combat du 5 novembre 1827, né en 1778 au quartier de Morlaix (Finistère)[7]. »
- Un portrait d'Yves Trémintin, peint par François Nouviaire (1805-1837)[c], est situé au ministère de la marine[8].